# Hufnagel

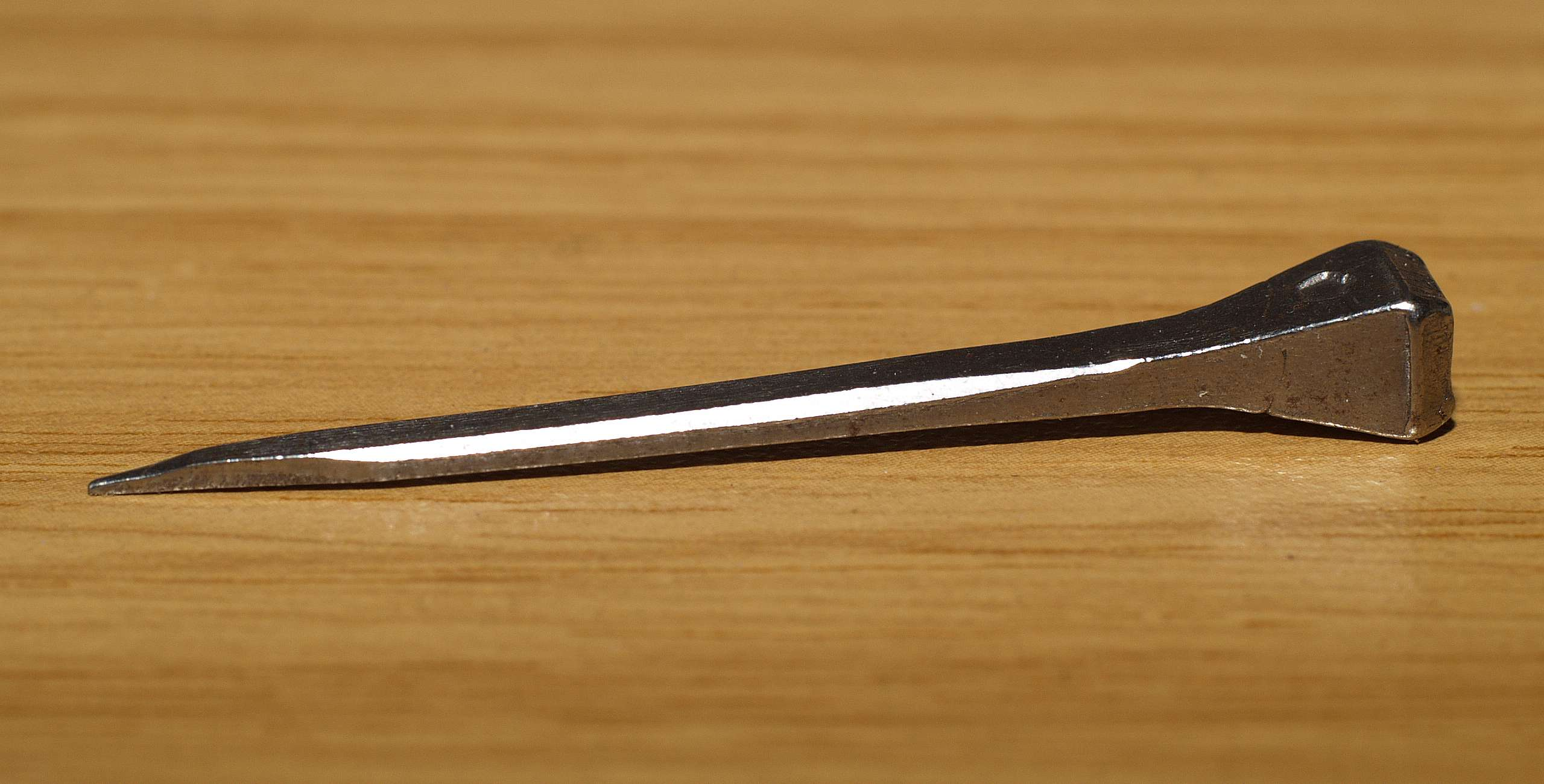
Hufnagel

Hufnägel sind zur Verbindung des Hufeisens mit dem Huf dienende, aus Schmiedeeisen gefertigte Nägel. Es gibt auch Hufnägel aus Kupfer mit antimikrobieller Wirkung.
Hufnägel haben eine Länge von etwa 41 bis 80 Millimeter, in ihrem stark konischen Schaft einen rechteckigen Querschnitt von vier bis fünf Millimeter Breite und ein bis zwei Millimeter Dicke und einen schlanken, aus dem Schaft übergehenden Kopf. Die Spitze hat eine seitlich angeschrägte Zwicke.

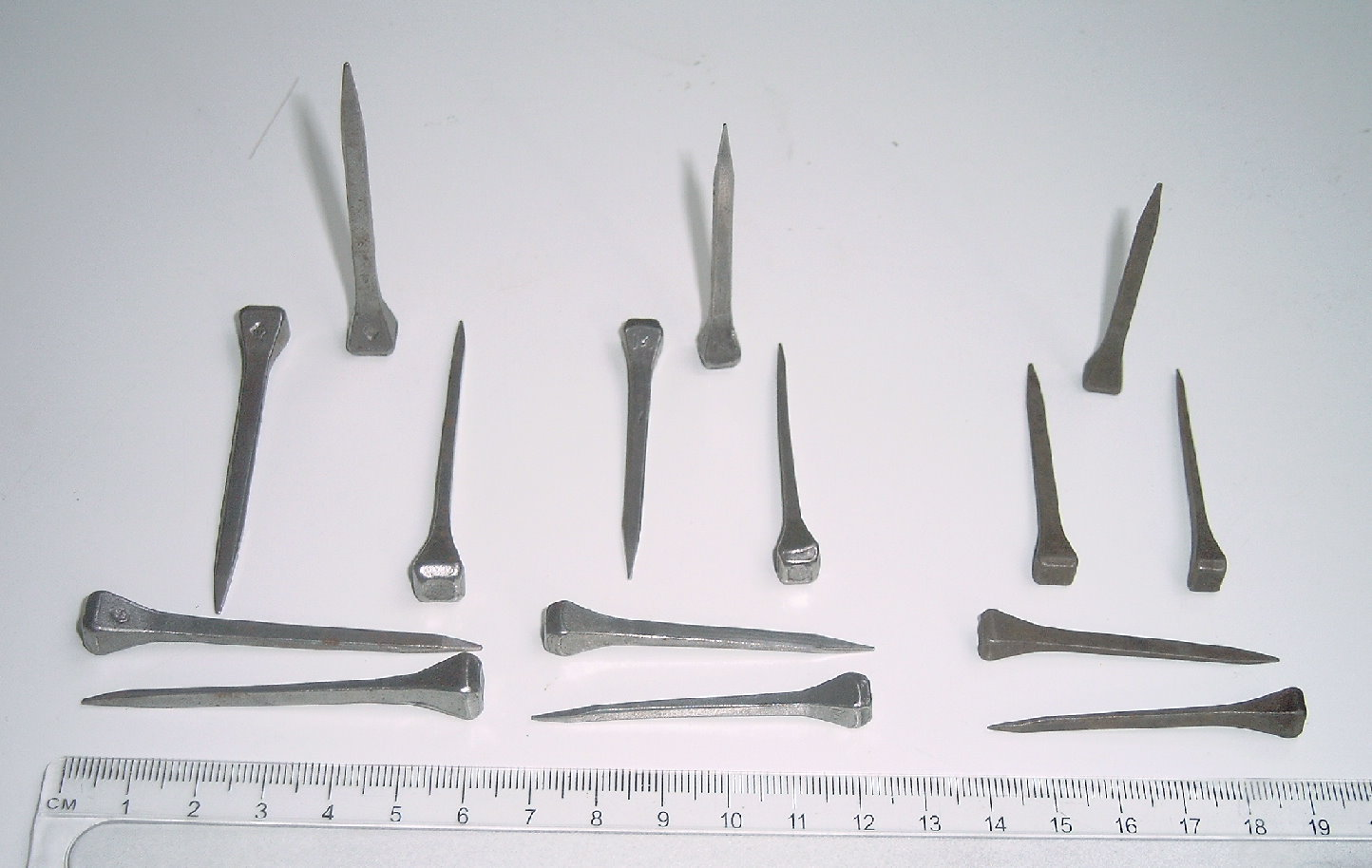
Verschiedene Größen

Der Kopf ist konisch, wie eine Pyramide geformt. Beim Einschlagen tritt die Nagelspitze seitlich aus dem Huf, so dass man diese zu Nieten umbiegen und dem Hufeisen einen festeren Halt geben kann.

## Komplikationen
Wenn der Hufnagel die Dermis des Hufs verletzt, kann es zur so genannten Vernagelung kommen.

## Trivia
- Im 13. Jahrhundert schrieb Freidank sein bis ins 16. Jahrhundert sehr populäre Werk Bescheidenheit, eine Sammlung von gereimten Sinnsprüchen. Darin ist folgendes Sprichwort übermittelt:

Ich hoere sagen die wîsen:

'ein nagel behalt ein îsen,

ein îsn ein ros, ein ros den man,

ein man ein burc, der strîten kan,

ein burc ein lant betwinget,

daz ez, nach hulden dinget.

der nagel der ist wol bewant,

der îsen, ros, man, burc und lant

solcher êrn geholfen hat,

dâ von sîn name sô hôhe stât.
- Das Motiv des fehlenden Hufnagels mit dem folgenden Verlust des Pferdes findet sich auch in der „Geschichte vom Reiter und seinem Ross“ von Ludwig Aurbacher, die 1834 erschien.[4]

- Der Nagel wurde 1843 in die fünfte Auflage von Grimms Märchen aufgenommen und nimmt auf Freidank Bezug.[5]
- Das folgende bekannte englische Sprichwort findet sich 1872 in „What Katy did“ von Susan Coolidge:

For the want of a nail the shoe was lost,

For the want of a shoe the horse was lost,

For the want of a horse the rider was lost,

For the want of the rider the battle was lost,

For the want of the battle the kingdom was lost,

And all for the want of a horse-shoe nail.
- 1925 wurde seitens des Chefs der Heeresleitung der Reichswehr Hans von Seeckt der sogenannte Hufnagelerlass (RH 1/85 – Reichwehrdienstvorschrift 1/85) in Kraft gesetzt, der die überbordende Bürokratisierung bei Amtsvorgängen karikierte.